# Dictyoglomeraceae
Famille
Synonymes
- Dictyoglomaceae Patel 2012

Les Dictyoglomeraceae sont une famille monotypique de bacilles Gram négatifs de l'ordre des Dictyoglomerales. Son nom provient de Dictyoglomus qui est le genre type de cette famille.
Selon la LPSN (27 avril 2025) cette famille ne contient qu'un seul genre, Dictyoglomus Saiki et al. 1985.